# Судзукі Хіросі (плавець)
Судзукі Хіросі (18 вересня 1933) — японський плавець.
Призер Олімпійських Ігор 1952 року, учасник 1956 року.
Переможець Азійських ігор 1954 року.